# Poebrodon
Il poebrodonte (gen. Poebrodon) è un mammifero artiodattilo estinto, appartenente ai camelidi. Visse nell'Eocene medio (circa 43 - 40 milioni di anni fa) e i suoi resti fossili sono stati ritrovati in Nordamerica.

## Descrizione
Questo animale doveva essere vagamente simile a un piccolo lama, e l'aspetto probabilmente richiamava molto quello del successivo Poebrotherium. Le dimensioni, tuttavia, erano molto minori e si suppone che fossero addirittura inferiori a quelle dei membri della famiglia Oromerycidae, simili a cammelli ma dalla dentatura differente. Si suppone che Poebrodon non arrivasse ai 3 chilogrammi di peso. La dentatura era molto simile a quella di Poebrotherium, con molari più lunghi che larghi e dalla corona abbastanza alta, sicuramente maggiore rispetto a quella degli oromericidi. Tuttavia la corona era più bassa rispetto a quella dei denti di Poebrotherium. 

## Classificazione
Il genere Poebrodon venne descritto per la prima volta nel 1955 da Gazin, sulla base di resti fossili ritrovati in Utah, nella zona di Myton Pocket, in terreni risalenti alla fine dell'Eocene medio; la specie tipo è Poebrodon kayi. Un'altra specie attribuita a questo genere, proveniente dall'Eocene medio della California, è P. californicus.
Poebrodon è considerato il più antico rappresentante della famiglia dei camelidi, e anche il più arcaico camelide conosciuto. Le caratteristiche dentarie sembrano anticipare quelle di Poebrotherium e dei successivi camelidi.

## Paleoecologia
L'altezza della corona dei molari di Poebrodon indica che questo animale probabilmente brucava piante più dure rispetto a quelle che venivano mangiate dagli affini oromericidi.